# Vitamin

Kemisk struktur för vitamin E

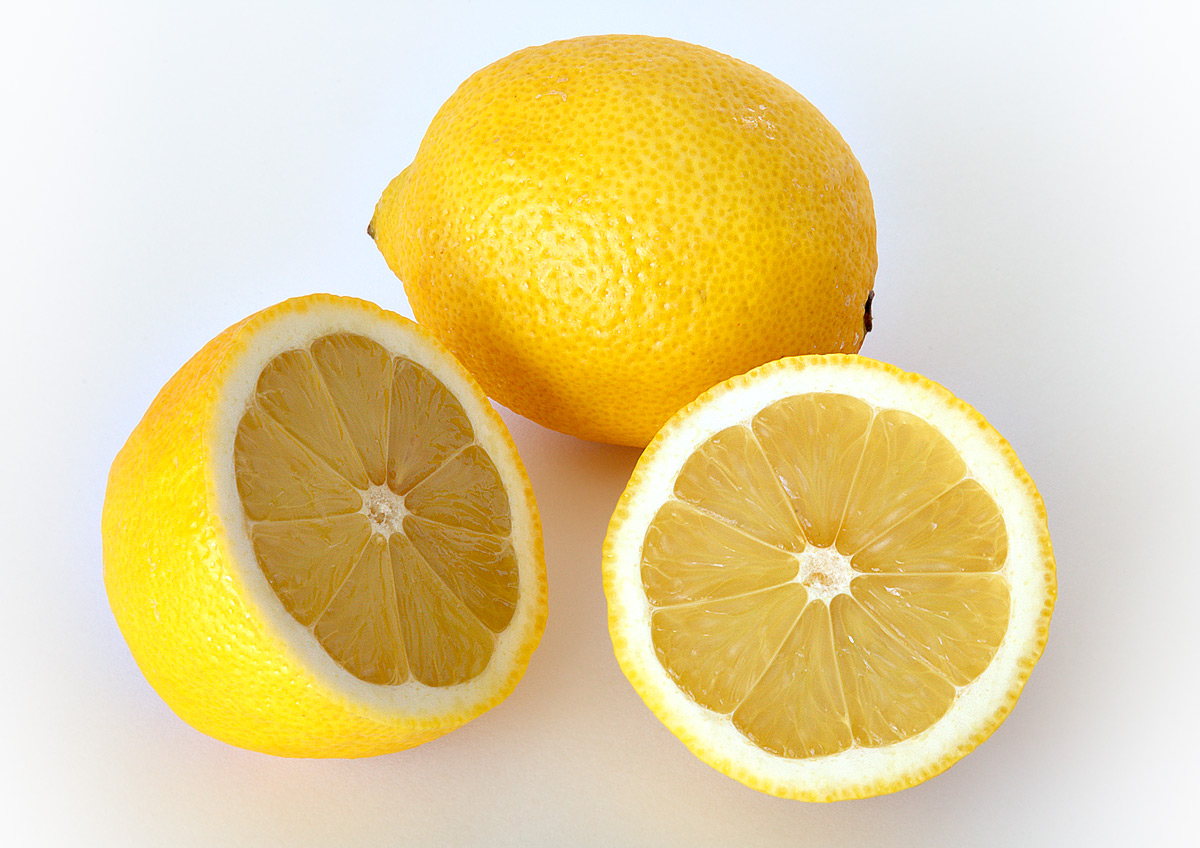
Citroner innehåller mycket vitamin C

Ett vitamin är ett organiskt ämne som i mindre mängd utgör ett vitalt, det vill säga livsnödvändigt, näringsämne för en levande organism. Vitaminer kan inte syntetiseras i tillräckligt stor mängd av organismen själv utan måste tillföras via födan. Brist på något vitamin ger upphov till specifika bristsjukdomar, se vitaminbrist. Vilka ämnen som utgör vitaminer varierar för olika organismer. I vardagligt tal syftar begreppet vitaminer vanligen på de ämnen som utgör vitaminer för människan. Dessa är 13 till antalet och kan delas in i två kategorier, vattenlösliga och fettlösliga. Överskottet av de fettlösliga kan lagras i kroppsfettet medan de vattenlösliga försvinner med urinen.

## Definition
Ett flertal organiska ämnen är nödvändiga för människokroppen och andra levande organismer. De ämnen som utgör huvuddelen av födan är proteiner, fetter och kolhydrater. Dessa ämnen används i stor mängd som byggnadsmaterial och energi för organismen. Vitaminer är organiska ämnen som behövs i mindre mängd och som inte ingår i någon av dessa tre ämnesklasser. Trots att varje vitamin enbart behövs i mindre mängd så måste alla dessa vitaminer finnas i födan för att bristsjukdomar ska undvikas. Den mängd som behövs är specifik för varje vitamin och varierar mellan organismer. Exempelvis är askorbinsyra (vitamin C) ett nödvändigt vitamin för människan eftersom människokroppen inte kan syntetisera ämnet. De flesta andra djur kan dock syntetisera ämnet, och för dessa djur behöver askorbinsyra inte finnas i födan.
Begreppet vitamin används enbart om organiska ämnen, och således inte om de oorganiska ämnen som människokroppen och andra organismer dessutom behöver. Bland dessa finns salter och mineralämnen, till exempel järn och kalium.

## Lista över vitaminer
Människor behöver följande 13 vitaminer.
| Beteckning   | Namn                                | Behov                                |
| ------------ | ----------------------------------- | ------------------------------------ |
| Vitamin A    | retinol                             | ögon, hud, slemhinnor                |
| Vitamin B1   | tiamin                              | ämnesomsättning, nerver              |
| Vitamin B2   | riboflavin E101                     | ämnesomsättning                      |
| (Vitamin B3) | niacin                              | ämnesomsättning, hud, nerver         |
| (Vitamin B5) | pantotensyra                        | ämnesomsättning                      |
| Vitamin B6   | pyridoxin, pyridoxamin              | nerver, blod                         |
| Vitamin B12  | kobalamin                           | blod, nerver, minne                  |
| (Vitamin B9) | folsyra, pteroglutaminsyra, folacin | blod och minne                       |
| (Vitamin B7) | biotin                              | ämnesomsättning                      |
| Vitamin C    | askorbinsyra, askorbat; E 300-304   | bindväv, sårläkning och immunförsvar |
| Vitamin D    | kolekalciferol, ergocalciferol      | skelettet                            |
| Vitamin E    | Alfatokoferol; E306-309             | cellmembran, blod                    |
| Vitamin K    | fyllokinon, menakinon               | blodets koagulering                  |

Bokstavsbeteckningar inom parentes är föråldrade och inte alltid entydiga.

## Skilda funktioner
Det enda som dessa ämnen har gemensamt är att kroppen måste tillföras dem utifrån. Hur de ser ut och vilken effekt de har varierar. Varje vitamin har sin bestämda biologiska funktion. 
Många vitaminer samverkar med kroppens olika enzymer. Allting som händer i kroppen handlar i grunden om kemiska omvandlingar av olika slag. För att de skall kunna fungera krävs enzymerna, som styr och skyndar på omvandlingarna. 
En del vitaminer hjälper enzymer som är exempelvis nödvändiga när kroppen förbränner socker och fett för att få energi. 
Andra vitaminer utgör i stället råmaterial för ett hormon eller för synpigment i ögon. Slutligen finns det ett par vitaminer som verkar som ett slags "konserveringsmedel" inne i kroppen och bland annat skyddar fettämnen från härskning.
Det finns fettlösliga vitaminer som kroppen tar vara på när vi får i oss rätt sorters fetter.

## Komplicerad namngivning
Namngivningen av vitaminer har skett i omgångar och är inte enhetligt utformad.  
Dessa lågmolekylära föreningar upptäcktes av den ryske biologen Nikolaj Lunin (1853-1937) vid universitet i Tartu, Estland, år 1880. Den brittiske-amerikanska biokemisten Casimir Funk (1884-1967), som ursprungligen kom från Polen (dåvarande Tyskland), började 1912 att kalla dessa föreningar vitaminer. I början kunde olika bristsjukdomar botas av vissa livsmedel som innehöll mycket verksamma föreningar, det vill säga vitaminer. 
Brist på de olika B-vitaminerna ger delvis samma symptom, och forskarna trodde därför först att det rörde sig om ett enda vitamin. När man senare hittade en hel rad olika ämnen så kom namngivningen att följa två olika principer. Vissa fick en liten siffra på B:et: B1, B2, osv. Andra fick helt nya namn, till exempel biotin eller folsyra. Med tiden kom båda typerna att blandas och därtill kom de rent kemiska beteckningarna på varje vitamin. I tabellen ovan finns alla namnvarianterna. 
De olika B-vitaminerna har olika uppgifter och kan inte ersätta varandra.

## Fettlösliga eller vattenlösliga
Vitaminerna delas också in i vattenlösliga och fettlösliga. Ursprungligen var detta kemisternas sätt att tala om hur de fick fram de olika ämnena. Vissa löste sig lätt i vatten medan andra måste "lakas ur" med till exempel eter. Det beror på själva vitaminmolekylen, som kan vara mer eller mindre fettliknande. 
Dessa kemiska egenskaper ger ledtrådar till vitaminernas funktion och andra egenskaper. 
De fettliknande eller fettlösliga vitaminerna (A, D, E och K) finns mest i fetare livsmedel. För att kroppen skall kunna ta upp dem ur födan behövs gallan som hjälper till med matspjälkningen av alla sorters fettämnen. Gall- och leversjukdomar av olika slag kan därför ge vitaminbrist även om maten innehåller tillräckligt med vitaminer. 
De fettlösliga vitaminernas funktioner är mycket varierande och dessutom inte lika väl utforskade som de vattenlösliga.

## A-vitamin - för syn och slemhinnor
A-vitamin är bäst känt för sin funktion i ögats näthinna. Där ingår det i synpigmentet som "fångar upp" ljuset och ser till att det skickas en signal till hjärnan. Brist på vitaminet gör att ögat får svårare att uppfånga svagt ljus och man drabbas av nattblindhet. Den botas dock så snart vitaminet åter tillförs. 
Men A-vitaminet byggs också om till ett hormon, en signalsubstans, som reglerar tillväxten i epitel - den "tapetvävnad" som täcker hud och slemhinnor. För att dessa celler skall växa och mogna i lagom takt behöver de signalen från A- vitaminhormonet. 
Vid vitaminbrist blir hud och slemhinnor i stället torra, hårda och hornartade. I ögat slutar tårkörtlarna att fungera och hornhinnan torkas ut. Vid riktigt svåra fall blir bestående blindhet följden.
Det här är något som i princip inte förekommer i länder där befolkningen har råd med varierad kost och även har vitaminering av till exempel margarin och lättmjölk. Men i u-länder är det ett mycket stort problem och faktiskt den största orsaken till förvärvad blindhet.

## D, E och K - kalkbalans, konservering och koagulation
Av D-vitamin bildar kroppen ett annat hormon, kalcitriol. Hormonet deltar i kroppens reglering av kalkbalansen och medför bland annat att tarmen tar upp kalk från födan. Brist på D-vitamin kan ge skelettsmärta, muskelsvaghet, trötthet eller depression. Allvarlig brist på D-vitamin kan hos vuxna ge benvävsuppmjukning (osteomalaci). Hos barn kan allvarlig D-vitaminbrist leda till mjukt och missformat skelett, den så kallade engelska sjukan. I Sverige förekommer engelska sjukan nästan enbart i samband med lever- eller tarmsjukdom. Personer som tillbringar stora delar av tiden inomhus, exempelvis äldre, kan lida brist på D-vitamin.
Kroppen kan tillverka D-vitamin själv; det bildas i huden när den belyses av solens UVB-strålar (solarium duger inte eftersom de oftast bara bestrålar med UVA-strålning). Men på höst och vinter förslår solljuset inte alls - särskilt barn samt de med mörkare hy behöver ett extra vitamintillskott. 
E-vitamin fungerar som ett "konserveringsmedel" som skyddar fleromättade fettsyror i kroppen mot härskning.
Det likaledes fettliknande K-vitaminet medverkar vid tillverkningen av de koagulationsfaktorer som får blodet att levra sig i sår.

## B och C - vattenlösliga enzymhjälpare
De åtta olika B-vitaminerna samt C-vitamin – de vattenlösliga vitaminerna – förekommer i ganska olika livsmedel men har det gemensamt att de lätt försvinner vid kokning eftersom de lakas ur med kokvattnet. 
I kroppen bidrar alla de vattenlösliga vitaminerna vid kemiska omvandlingar som är grundläggande och som behövs i nästan alla kroppens celler, till exempel att få fram energi eller tillverka DNA. C-vitamin är dessutom en antioxidant.
I princip kan de vattenlösliga vitaminerna inte lagras i kroppen. Om man försöker bygga upp en reserv med hjälp av vitamintabletter så blir resultatet att det försvinner via urinen. Bristsymtomen kommer därför snabbt om kroppen skulle tvingas till en otillräcklig diet. Vitamin B12 utgör dock ett undantag; av det finns ett förråd i levern som har en lagringstid på uppemot fyra år eller mera.

## Folsyra mot fosterskador
I början på 1990-talet lyckades forskare bevisa den sedan länge troliga hypotesen att B-vitaminet folsyra kan förebygga vissa fosterskador, framför allt ryggmärgsbråck (spina bifida). För att säkrast förebygga sådana skador skall kvinnan börja ta ett folsyratillskott redan när hon planerar en graviditet eftersom det är de första veckorna efter befruktningen, innan graviditeten kan ha upptäckts, som är känsligast. Folsyra är särskilt viktigt vid graviditet eftersom folsyran deltar i syntesen av nukleinsyran tymidin som är en av byggstenarna i DNA. När cellerna efter befruktningen börjar dela sig kopieras DNA:t i den enskilda cellen till dubbla mängden. Saknas tymidin kan inte cellerna dela sig som de ska och hos foster kan det uppstå fel i slutningen av det skyddande rör som omger ryggmärgen. I värsta fall kan fostren födas med hål rakt in i ryggmärgen eller med hjärnan växande vid sidan av huvudet. De flesta av dessa svårt missbildade foster dör redan i livmodern; de som ändå överlever får ofta lida av svåra handikapp resten av livet.

## Överdosering
Levern innehåller stora lager av de fettlösliga vitaminerna. D-vitaminet räcker i flera månader och A-vitaminet i upp till två år. 
Eftersom de fettlösliga inte blandar sig så bra med vatten så kan överskott inte släppas ut med urinen. Därför kan kroppen få för mycket av dessa vitaminer (A och D) och drabbas av förgiftningssymptom. Normalt sett händer det aldrig att människor får farliga vitaminmängder med maten. I stället är det ett alltför frikostigt bruk av vitaminpreparat som kan orsaka besvär. Därför finns det anledning att följa rekommenderat dagligt intag (RDI) för den som vill komplettera kosten med vitamintabletter.

## I.E., µg och ekvivalenter
När vitamininnehåll eller dagsbehov anges används flera olika enheter. 
Eftersom det ursprungligen inte gick att isolera de rena vitaminerna så var det omöjligt att bestämma hur många gram eller milligram det fanns av ett visst vitamin. 
I stället mättes den biologiska aktiviteten. Genom att ge olika livsmedel till djur med vitaminbrist och studera tillfrisknandet så kunde man få ett mått på vitamininnehållet. Man enades om ett mått baserat på sådana mätningar, den internationella enheten, förkortat I.E. (på engelska I.U.). 
Senare forskning har gjort det möjligt att exakt bestämma viktsmängder av vitaminerna, och milligram börjar nu alltmer tränga ut I.E. 
Ett milligram (mg) är ett tusendels gram. För vissa vitaminer blir även det en för stor enhet, och man anger i stället antal mikrogram (miljondels gram). Mikrogram skall egentligen förkortas µg, men eftersom den grekiska bokstaven µ (lilla my) saknas på till exempel skrivmaskiner så ser man även den litet felaktiga förkortningen ug. 
Det hela kompliceras ytterligare av att "inte alla milligram är lika effektiva". A-vitamin till exempel kan dels vara i form av "färdigt" vitamin och dels som "halvfabrikat", provitamin. I tarmen omvandlas provitaminet till A-vitamin, men bara till en del. 
Vid mätning av provitamin anges därför inte hela mängden utan bara en så stor andel som omvandlas till verksamt vitamin. För att markera det talar man ibland om vitamin-A-ekvivalenter eller mg-ekvivalenter, men även när mängden anges i mg så har faktiskt en sådan korrigering skett.

## Historia

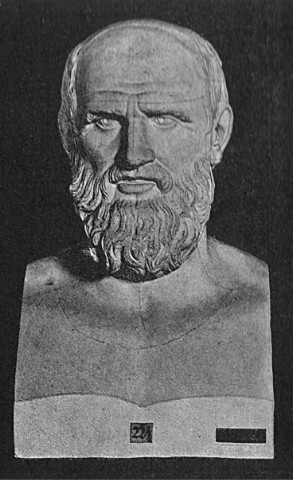
Hippokrates (cirka 460 - 370 f.Kr.) rekommenderade lever mot nattblindhet.

### Antikens Grekland
Idén om vissa livsnödvändiga ämnen är mycket gammal. Redan läkekonstens fader, Hippokrates, rekommenderade lever mot nattblindhet, alltså ett A-vitaminrikt livsmedel som bot för ett symptom på A-vitaminbrist. 

### Bot för skörbjugg
Skörbjugg är ett gammalt problem för sjöfarare, som inte kan få färsk frukt och grönsaker. Under övervintring i Kanada år 1540 drabbades den franske upptäcktsresanden Jacques Cartiers män. Men indianerna på platsen kände till bot. De erbjöd C- vitamin i form av ett avkok av blad från vintergröna träd. Och under artonhundratalet blev det vanligt att behandla och förebygga engelska sjukan med fiskleverolja (rik på D-vitamin). 
Men fortfarande var detta folkliga behandlingsmetoder som inte var vetenskapligt underbyggda, och som ofta inte ens var kända[källa behövs] av läkare och näringsspecialister.

### 1800-talets näringskemister
Kemister och näringsforskare trodde sig i slutet av artonhundratalet ha en god bild av vilka näringsämnen kroppen behövde. Man ansåg att proteiner, kolhydrater, fetter och vissa mineralämnen täckte alla behov. För att ytterligare bevisa detta gjorde man djurförsök där man försökte föda upp till exempel råttor på konstgjorda näringsblandningar som enbart innehöll dessa substanser. 
Ett tidigt "experiment" gjordes faktiskt på människor under det tyskfranska kriget 1870-1871. Den franske biokemisten J.B.A. Dumas berättar i en vetenskaplig rapport om den svåra livsmedelssituationen under Paris belägring. Föräldrar var förtvivlade över bristen på mjölk och ägg och skyllde den höga barnadödligheten på denna.[källa behövs] Man begärde av vetenskapsmännen att de skulle försöka "framställa mat av mineralämnen utan inblandning av liv". 
Dumas försökte framställa en konstgjord "mjölk" genom att finfördela fett i en sötad proteinlösning. (Han avslöjar inte var han fick tag på dessa råmaterial). Fastän han efter bästa förmåga försökte efterlikna naturlig mjölk så blev effekten på barnens hälsa närmast katastrofal, och Dumas drog slutsatsen att något livsviktigt ämne saknades i den konstgjorda produkten. 
Denna upptäckt borde ha lett andra forskare in på vitaminspåret, men inget hände egentligen på 20-30 år. Man fortsatte med liknande försök på djur. Trots att även de blev sjuka så trodde man inte riktigt på att något ämne kunde saknas. Forskarna menade att det till exempel kunde vara dålig smak som gjorde att försöksdjuren åt för litet av de konstgjorda blandningarna.

### Christiaan Eijkman spårade B1
Christiaan Eijkman, en militärläkare i holländska Ostindien, sökte på 1890-talet finna orsaken till sjukdomen beriberi som han själv trodde orsakades av någon bakterie. Som försöksdjur användes höns. För att hitta billigt foder till dem hämtade han köksavfall från militärsjukhuset, till största del bestående av polerat ris. Men fåglarna blev sjuka och förlamade utan att Eijkman kunde förstå varför.
Tack vare en ny och ogin sjukhusdirektör kom han lösningen på spåren. Den nye vägrade honom att använda avfallet, och Eijkman började i stället utfodra med billigt opolerat ris, vilket hönsen inte blev sjuka av.
När Eijkman i vetenskapliga kretsar hävdade att den nyupptäckta fågelsjukdomen, polyneuritis gallinarum ("tupparnas inflammation i många nerver"), kunde jämställas med den mänskliga beriberi-sjukdomen så blev han först utskrattad. Men 1896, efter flera års undersökningar, kunde han bevisa att polerat ris var den främsta orsaken till båda sjukdomarna. 
Däremot förstod Eijkman inte helt det näringsmässiga sammanhanget. Han trodde att grodden i riskornet innehöll ett gift och att skaldelarna innehöll motgiftet. År 1901 framkastade dock hans medhjälpare Gerrit Grijns att grodden i sig själv saknade betydelse. I stället måste de yttre delarna av sädeskornet innehålla något livsnödvändigt näringsämne. Idag kallar vi detta ämne vitamin B1, och Eijkman belönades för upptäckten med nobelpriset i medicin 1929.

### Casimir Funk myntade termen
1912 föreslog biokemisten Casimir Funk att beriberi, skörbjugg, pellagra och eventuellt engelska sjukan alla orsakades av en brist i födan på "speciella ämnen som till sin natur är organiska baser, och som vi skall kalla vitaminer".
Funk var alltså den som myntade själva ordet "vitamin", men hans artikel fick också stor betydelse därför att den publicerades i en stor tidskrift och blev mycket uppmärksammad. Tidigare upptäckter hade kommit i skymundan, men genom Funk kom tanken på helt "nya" näringsämnen att spridas och accepteras av de flesta forskare.

### ABC-systemet
Ungefär samtidigt fann amerikanerna McCollum och Davis, genom försök på råttor, att också vissa fetter innehåller ett livsnödvändigt ämne. Detta kallades vitamin A, och den vattenlösliga antineuritfaktorn började betecknas vitamin B. 
Det blev början till de "alfabetiska" beteckningar vi har på vitaminer idag. Senare visade sig B-vitaminet bestå av en hel grupp olika, B1, B2, osv. 
Fram till 1940-talet kom nya vitaminer att bli det stora forskningsområdet för näringsspecialister. Bristen på livsmedel under första världskriget ledde till extra intensiv forskning, dock utan markanta resultat. Ännu 1921 skrev man i en vetenskaplig tidskrift: "det är numera allmänt accepterat att det finns tre helt olika vitaminer..." (jämför med det nutida antalet i tabellen ovan). 
På 20- och 30-talen lyckades man dock identifiera flera vitaminer. Dittills hade forskningen främst rört de olika bristsjukdomarna och i vilka livsmedel man kunde återfinna botemedlen. Nu lyckades kemisterna först isolera de rena vitaminerna och därefter tillverka dem på helt konstgjord väg.